# Hermanas de la Caridad de Santa Ana
La congregación de Hermanas de la Caridad de Santa Ana surge en Zaragoza el 28 de diciembre de 1804, con la llegada al Hospital Real y General de Nuestra Señora de Gracia del P. Juan Bonal y María Rafols con once mujeres más para atender la llamada de la junta que regía el hospital. Hoy en día siguen desarrollando su labor en el hospital que tiene por lema: Domus Infirmorum Urbis et Orbis, Casa de los enfermos de la ciudad y del mundo.

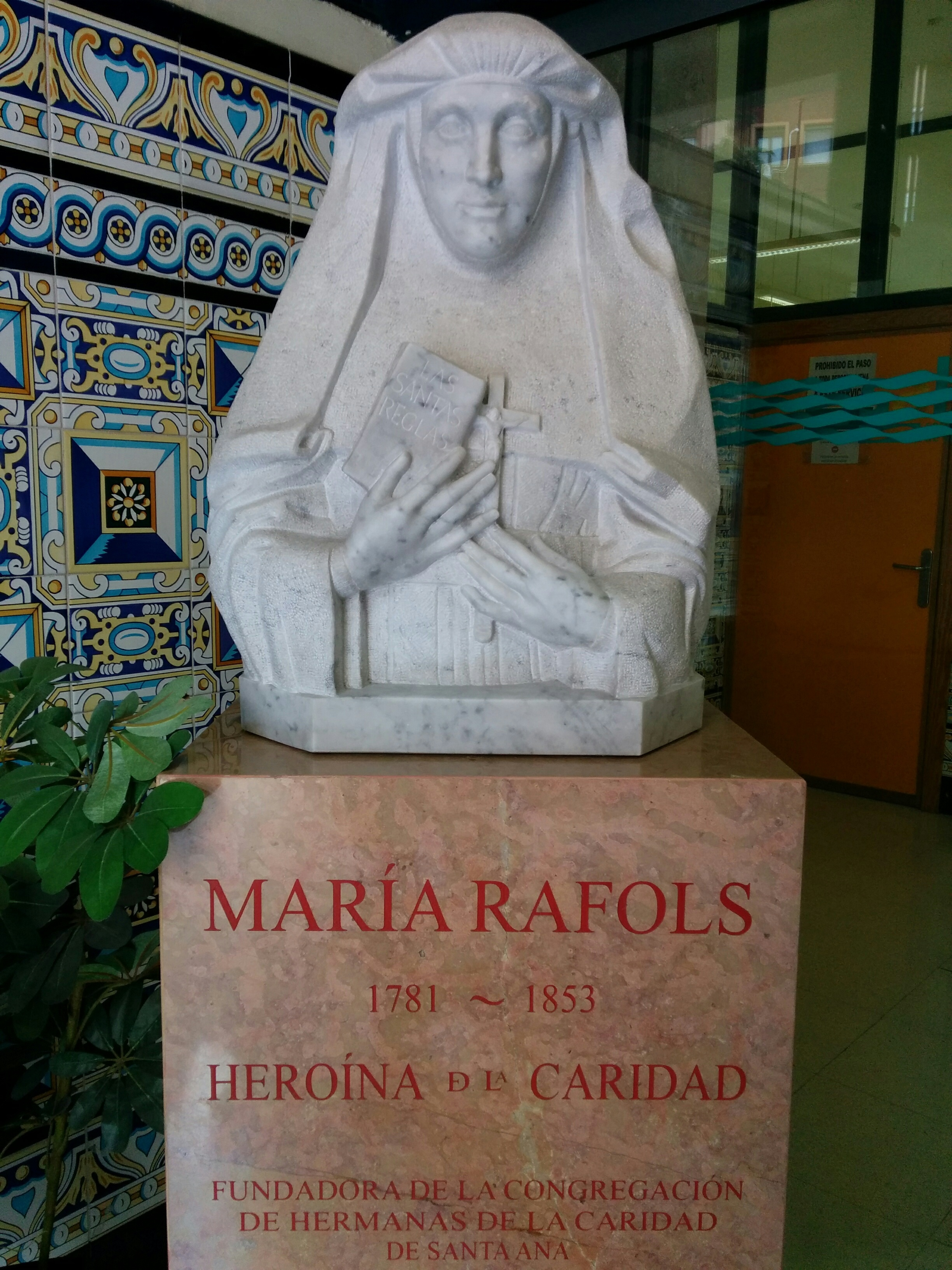
Estatua a la Madre Rafols en el Hospital Provincial de Zaragoza.

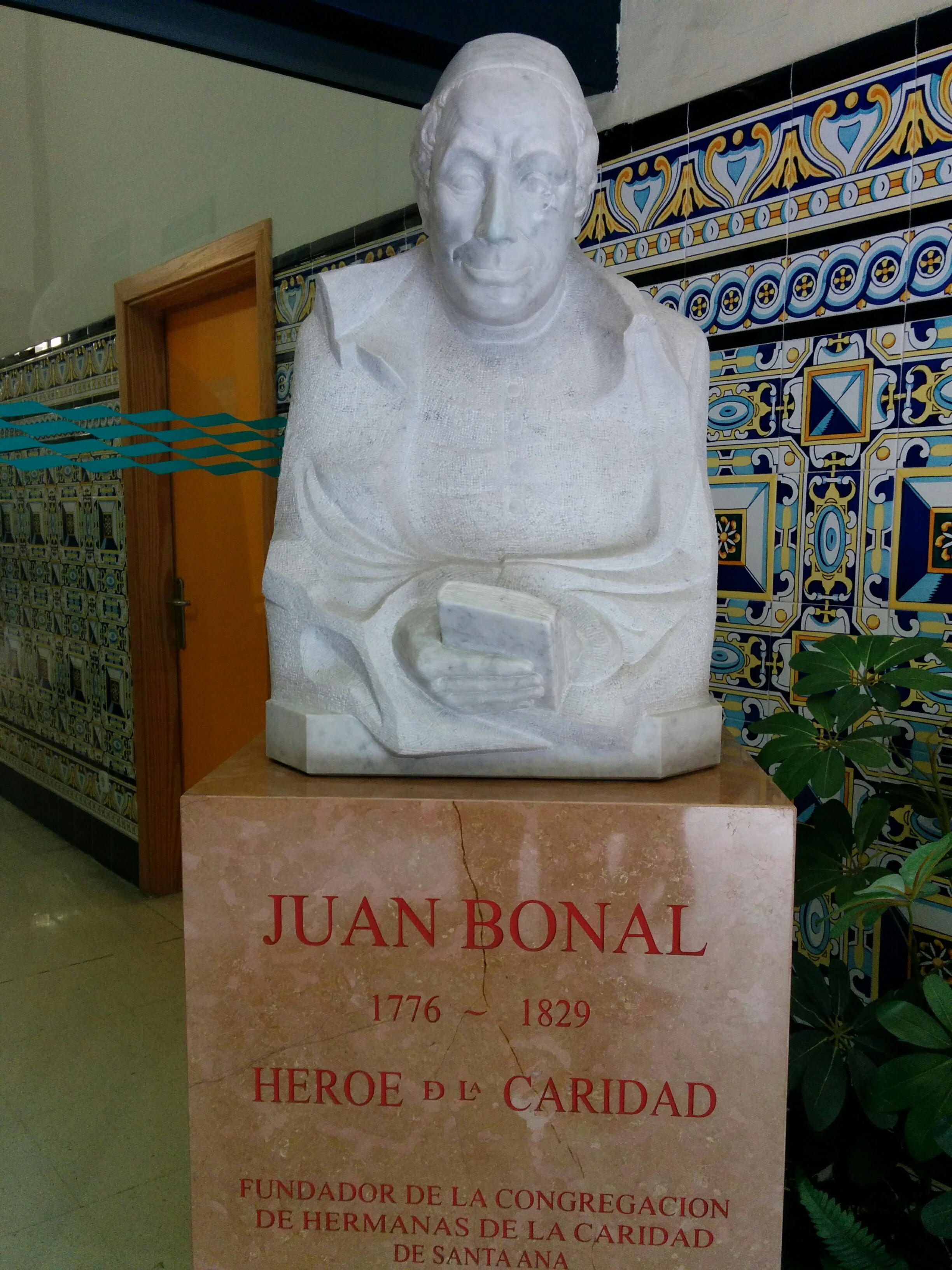
Estatua a Juan Bonal en el Hospital Provincial de Zaragoza.

El 28 de diciembre de 1804 llegó a Zaragoza un grupo de doce hermanos y doce hermanas reunidos por el Padre Juan Bonal para hacerse cargo de los servicios del Hospital de Nuestra Señora de Gracia respondiendo a la llamada de la Junta que lo regía.
El Padre Juan Bonal y María Rafols Bruna fundaron la Congregación de las Hermanas de la Caridad de Santa Ana, para que a la manera de las Hijas de San Vicente de Paúl en Francia, se ocupara ante todo de la atención a los enfermos.
Al comenzar la guerra de la Independencia el papel de las hermanas fue muy destacado. Tras el primer Sitio de Zaragoza quedó destruido el gran edificio del Hospital de Nuestra Señora de Gracia y la Madre Rafols se ocupó de colocar a los 6 000 enfermos en diversos edificios oficiales y privados. Rescató objetos religiosos y artísticos. Consiguió ayudas, solicitándolas insistentemente no sólo al general Palafox sino incluso al sitiador.
Cuando se retiraron los franceses el 14 de agosto de 1808 el Hospital estaba en ruinas. Los más de 4 000 heridos y enfermos se trasladaron a la Real Casa de Misericordia.
La sede del instituto migró al Hospital de Convalecientes, que recibe el nombre y atribuciones del de Nuestra Señora de Gracia.
Su fama como brindadora de atención a enfermos mentales creció sobremanera en el siglo XIX. Entre 1829 y 1890, es la única institución aragonesa encargada del cuidado de dementes. A pesar del desastre causado por la guerra, del que Zaragoza no se levantaría hasta años después, acogió a una ingente cantidad de lunáticos no sólo de Aragón, sino de toda España. Su preeminencia como hospital psiquiátrico persistió hasta la década de 1890, con la creación del Sanatorio Psiquiátrico «Nuestra Señora del Pilar».